# Oleg Alexandrowitsch Strischenow

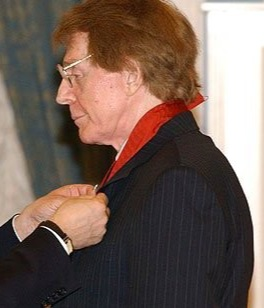
Strischenow 2014

Oleg Alexandrowitsch Strischenow (russisch Олег Александрович Стриженов; * 10. August 1929 in Blagoweschtschensk; † 9. Februar 2025 in Moskau) war ein sowjetischer bzw. russischer Filmschauspieler sowie Volkskünstler der UdSSR (1988).

## Leben
Strischenow schloss 1953 das Boris Schtschukin Theaterinstitut ab und war ab 1953 Schauspieler am Russischen Dramatheater in Tallinn (Estnische Sozialistische Sowjetrepublik). Von 1954 bis 1955 spielte er am Puschkin-Theater Leningrad und ab 1957 am Theater-Studio der Kinoschauspieler in Moskau (Театр-студия киноактёра). Von 1964 bis 1976 spielte er am Moskauer Künstler- und Schauspielertheater. 1977 kehrte er ans Theater-Studio zurück.
Strischenow ist der Vater des russischen Schauspielers, Autors, Produzenten und Regisseurs Alexander Strischenow, der wiederum mit der Schauspielerin Jekaterina Strischenowa verheiratet ist. Strischenows älterer Bruder Gleb war ebenfalls Schauspieler.

## Filmografie (Auswahl)
- 1955: Der Mexikaner (Мексиканец)
- 1956: Der letzte Schuß (Сорок первый)
- 1957: Fahrt über drei Meere (Хождение за три моря)
- 1959: Die Ballade vom Soldaten (Баллада о солдате)
- 1981: Peters Jugend (Юность Петра)